# Miklósi
Miklósi (deutsch Niklasing) ist eine Gemeinde in Ungarn im  Komitat Somogy in der Region Südtransdanubien. Die Einwohnerzahl betrug am 1. Januar 2009 234 Personen.

## Lage
Miklósi liegt 26 km südlich vom Balaton (Plattensee). Die Größe des Gebietes ist 10,47 km².
Die Gemeinde gehört zum Kleingebiet Tab, das notarielle Bezirksamt ist Bedegkér. Die Nationalstraßen 61 und 65 führen im Osten in etwa 15 km Entfernung vorbei, zur Autobahn M 7 sind es nach Norden 20 km.

## Bevölkerung
Die Einwohner leben in 124 Wohnungen. Die Bevölkerung besteht aus 95 % Ungarn, davon sind 17 % deutschstämmig, 1 % sind deutsch und holländisch, 4 % andere Nationalitäten. Die Konfessionen setzen sich zusammen aus Römisch-katholisch 88,8 %; protestantisch 2,7 %; Lutheraner 2,7 %. Nicht zu einer Kirche oder Konfession gehören 1,9 %; unbekannt oder nicht gemeldet sind 3,5 %.

## Sehenswürdigkeiten
- Römisch-katholische Kirche Keresztelő Szent János, erbaut 1893